# Tłuczek do ziemniaków

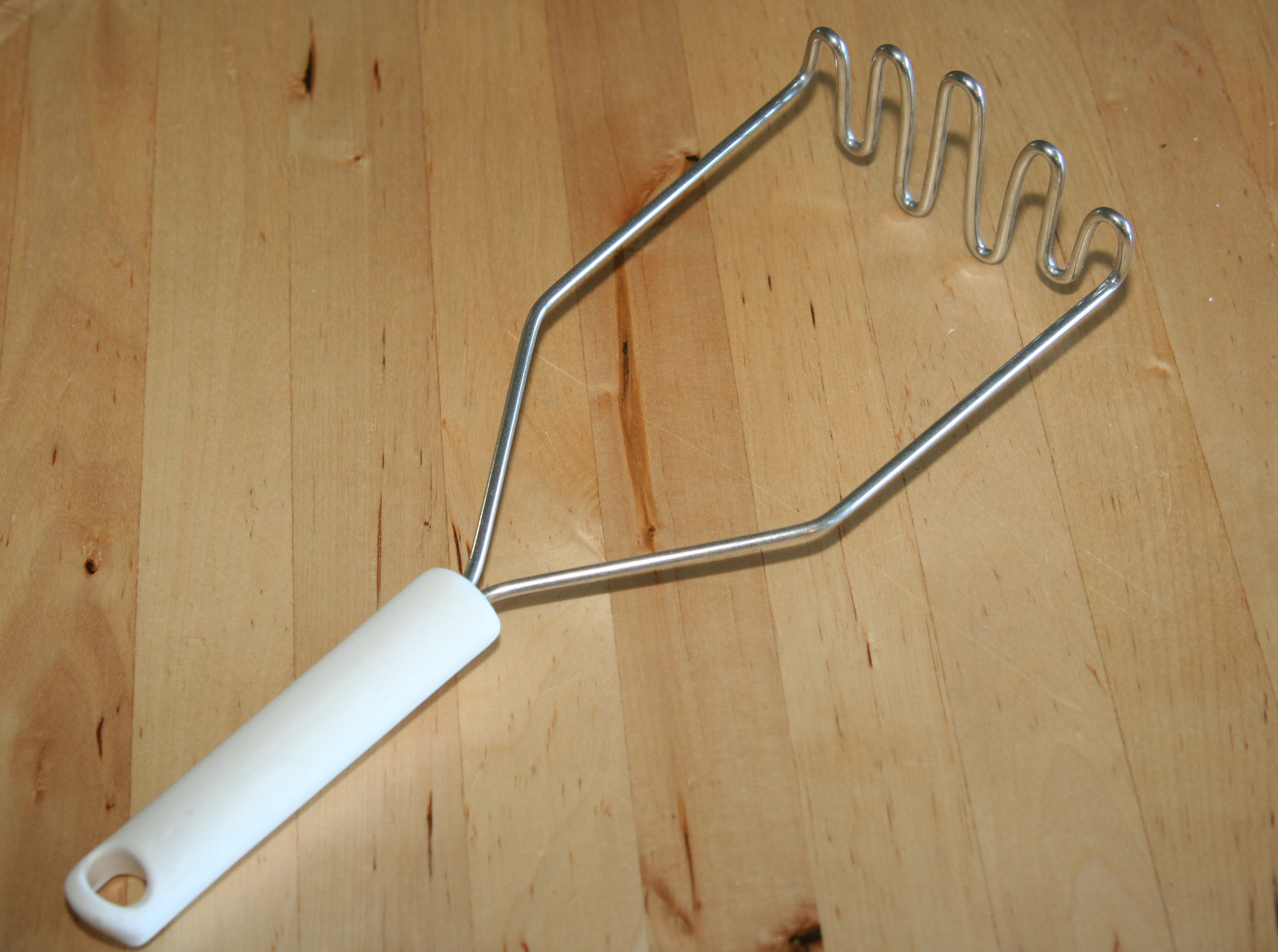
Współczesny metalowy tłuczek do ziemniaków

Tłuczek do ziemniaków – proste narzędzie kuchenne służące do ugniatania ugotowanych na miękko ziemniaków, a także innych warzyw lub owoców. Składa się zwykle z pionowego uchwytu oraz dolnej, poziomej płyty wykonanej z blachy perforowanej lub stabilnej siatki drucianej. Istnieje również wersja całkowicie drewniana, składająca się z cylindra z uchwytem zamocowanym w otworze.
Tłuczki do ziemniaków służą do robienia tłuczonych ziemniaków, jedzenia dla dzieci, musu jabłkowego i tym podobnych.

## Historia
Historia narzędzi do ugniatania żywności sięga czasów antycznych. W grobowcach starożytnego Egiptu, archeolodzy odkryli pozostałości narzędzi przypominające tłuczki, najprawdopodobniej używanych do rozdrabniania żywności. Egipcjanie prawdopodobnie używali swoich tłuczków do takich rzeczy, jak warzywa i zboże. Ziemniaki były wówczas w Egipcie nieznane.

## Galeria

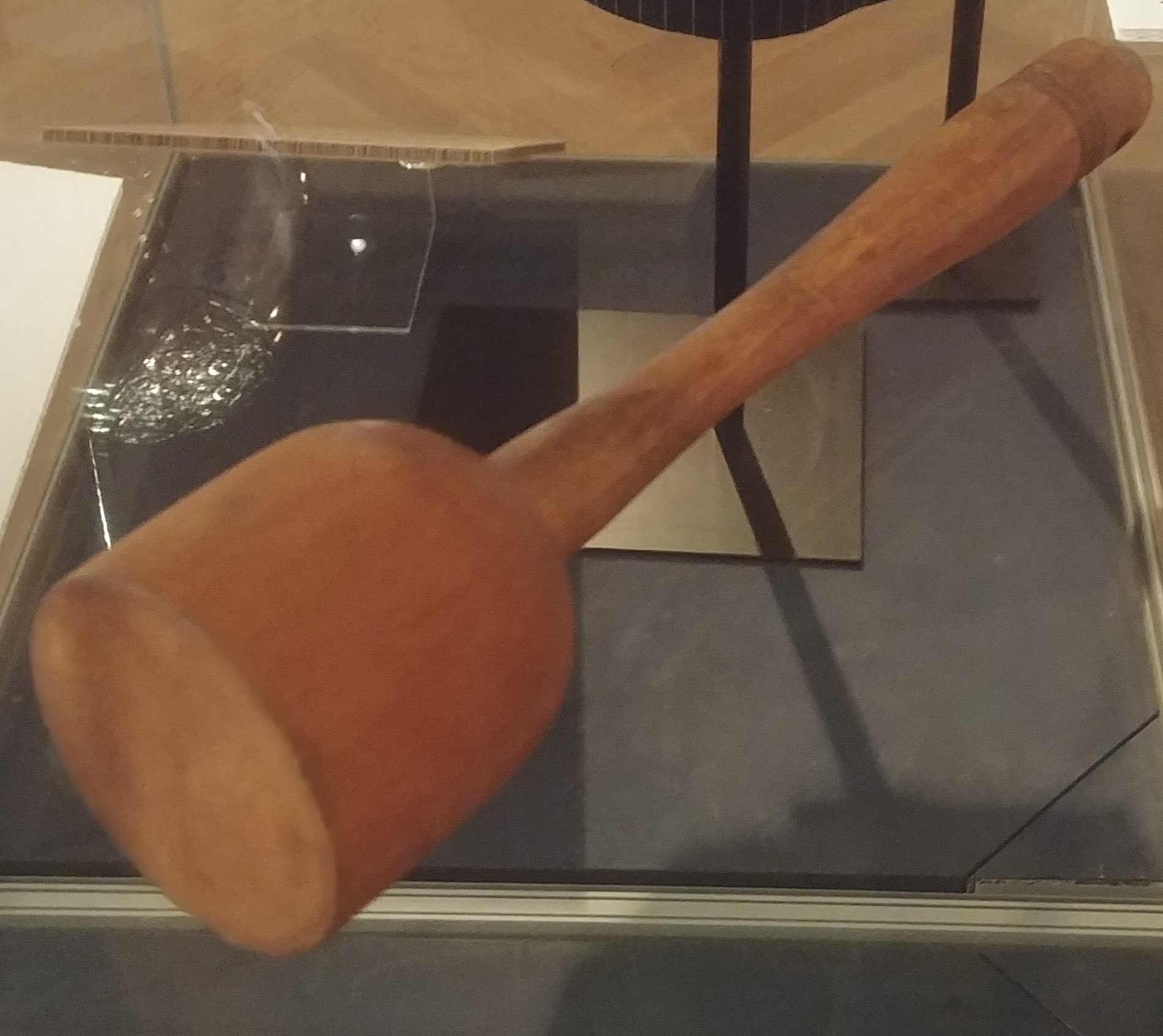
Drewniany tłuczek z XIX wieku
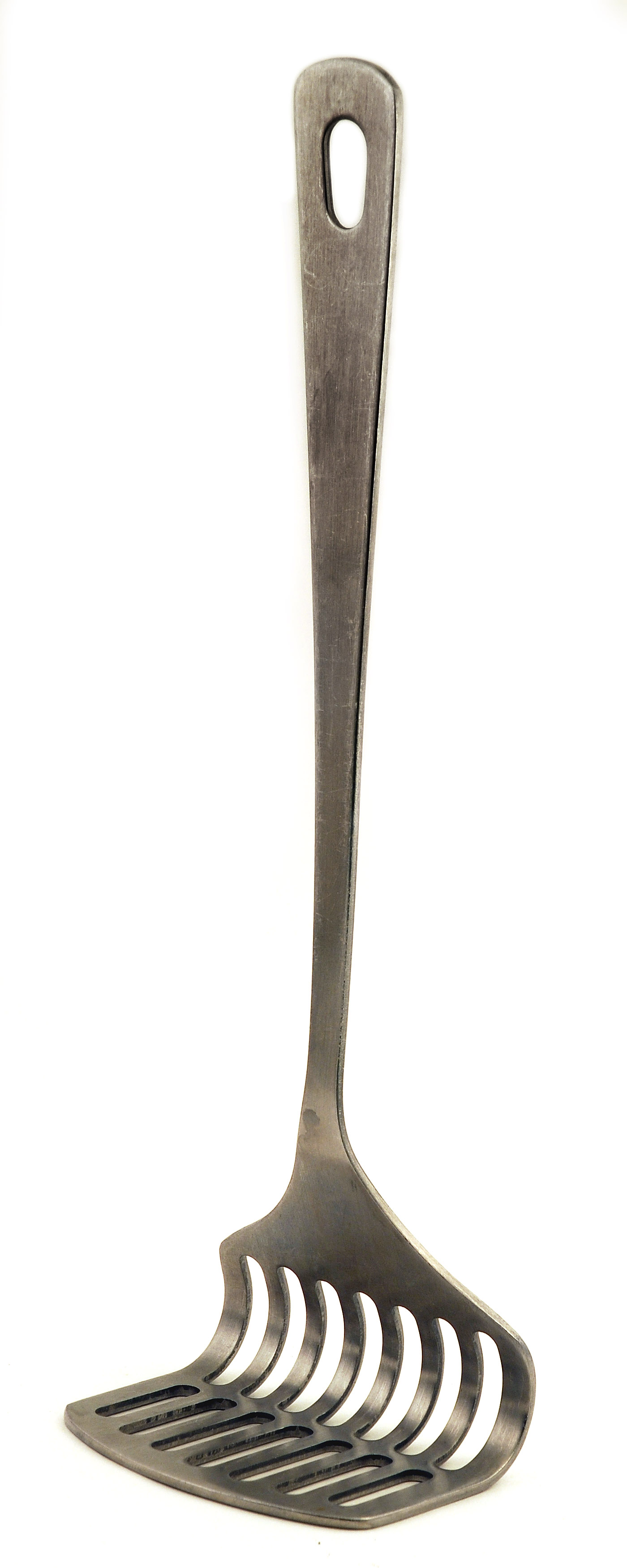
Tłuczek ze stali nierdzewnej
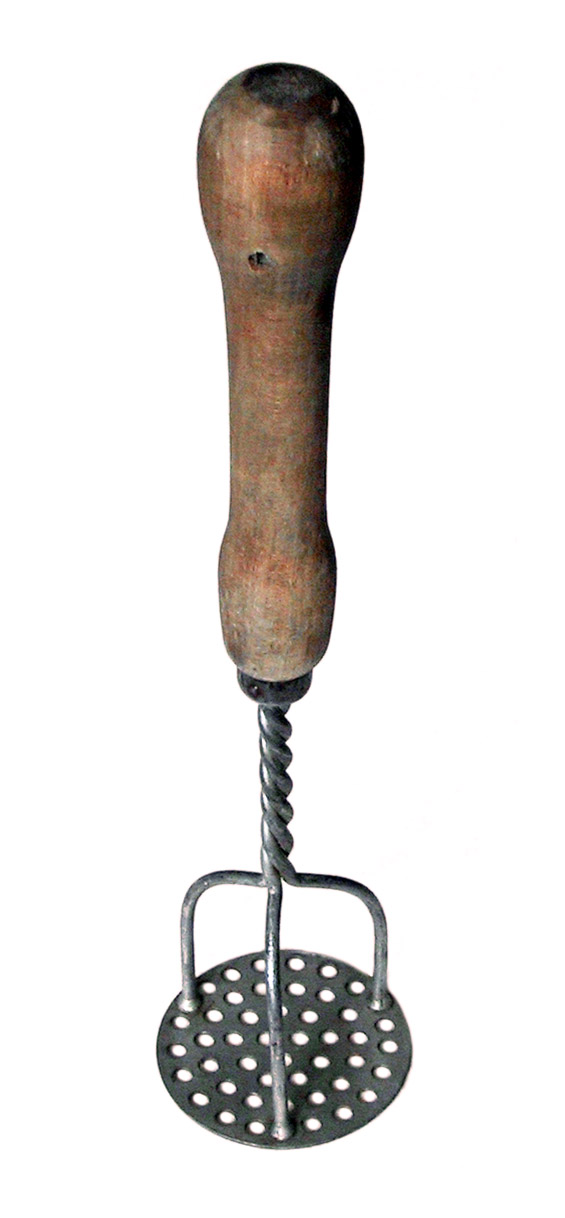
Tłuczek metalowy z drewnianą rączką